# Arno Rafael Cederberg

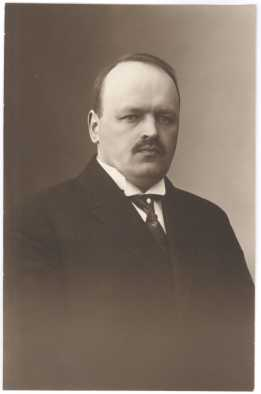
Arno Rafael Cederberg

Arno Rafael Cederberg (* 2. Juli 1885 in Tusby; † 19. Oktober 1948 in Helsinki) war ein finnischer Historiker.

## Leben und Werk
Cederberg wurde als Sohn eines Geistlichen in der Provinz Nyland geboren. Er studierte ab 1903 zunächst Theologie in Helsinki, bevor er 1905 zur Geschichte wechselte. Er habilitierte sich 1913 und wurde 1919 an die estnische Universität Tartu, die frühere Universität zu Dorpat, als Professor für baltische und nordische Geschichte berufen; seit 1924 lehrte er auch allgemeine Geschichte. Er kehrte 1928 nach Finnland zurück und wurde 1935 Ordinarius für finnische und skandinavische Geschichte an der Universität Helsinki.
Cederberg begründete in Estland eine Schule estnischer Historiker, bildete aber auch einige deutschbaltische Historiker wie Georg von Rauch und Arved von Taube aus. Er gehörte zu den Mitbegründern der Estnischen Historischen Gesellschaft, gab die estnische historische Zeitschrift Ajalooline Ajakiri heraus sowie ein Biographisches Lexikon zur estnischen Geschichte und weitere Nachschlagewerke. Außerdem war er maßgeblich für den Aufbau des estnischen Archivwesens verantwortlich und wurde erster Direktor des Tartuer Zentralarchivs.
In seinen Forschungen widmete sich Cederberg vor allem dem 18. Jahrhundert. Als sein wichtigstes Werk gilt eine zweibändige Geschichte Finnlands.

## Schriften
- Pohjois-Karjalan kauppaolot vuosina 1721-1775. Suomal. Kirjall. Seuran Kirjapainon Osakeyhtiö, Helsinki 1911.
- Maamme kirkonarkistot. Opas kirkonarkistojen käyttäjille. Suomen Kirkkohistoriallinen Seura, Helsinki 1916.
- Vanhaa ja uutta. W. Söderström, Porvoo 1916.
- Pehr Wargentin als Statistiker. Untersuchungen in der Geschichte der Bevölkerungsstatistik während der zweiten Hälfte des 18. Jahrhunderts. Suomalaisen Tiedeakatemian Kustantama, Helsinki 1919.
- Die Erstlinge der estländischen Zeitungsliteratur. Mattiesen, Dorpat 1922.
- Eesti biograafiline Leksikon. Loodus, Tartu 1926.
- Jaakko Stenius vanhenmpi. Kappale 18nnen vuosisadan suomalaista sivistyshistoriaa., Helsinki 1928.
- Heinrich Fick. Ein Beitrag zur russischen Geschichte des XVIII. Jahrhunderts. Mattiesen, Tartu-Dorpat 1930.
- mit Johannes Gabriel Granö: Eesti. Estonie. Estonia. Estland. 2. Auflage. Parikas, Tallinn 1930.
- Anjalan Liiton historialliset lähteet., Helsinki 1931.
- Elämää Suomessa 1800-luvulla. Kotimaisia kulttuurikuvia. Otava, Helsinki 1934.
- Sigfrid Aronus Forsiuksen Suomen kronikka., Helsinki 1935.
- Turun maakuntapäivät vuonna 1742., Helsinki 1935.
- Maamme. 2. Auflage. Suomen Kirkkohistoriallinen Seura, Helsinki 1936.
- mit Yrjö Ruutu und Urho Toivola: Finlands självständighet. Söderström, Borgå 1937.
- mit Yrjö Ruutu und Urho Toivola: Suomen itsenäisyys. W. Söderström, Porvoo 1937.
- Suomen historia vapaudenajalla. Soderström, Porvoo 1942–1947.
- Suomen uusinta historiaa, 1898-1942. Söderström, Helsinki 1943.
- Vaasan maakuntakokous vuonna 1742., Helsinki 1944.
- Heinolan Kaupungin historia. Heinolan Kaupunki, Heinola 1948.